# Diplasterias brandti
Diplasterias brandti is een zeester uit de familie Asteriidae.
De wetenschappelijke naam van de soort werd in 1881 gepubliceerd door Francis Jeffrey Bell.